# La Plana (el Meüll)
La Plana, és una plana agrícola del terme municipal de Castell de Mur, a l'antic terme de Mur, al Pallars Jussà. Es troba en territori de l'antic poble del Meüll.
És situada al sud-oest del Meüll, a l'extrem de llevant de la Serra del Coscó, al nord-oest de Censada. S'hi forma el barranc de la Plana. Al centre de la partida hi ha la Font de la Plana.